# Liste der Mitglieder der American Academy of Arts and Sciences/2019
Im Jahr 2019 wählte die American Academy of Arts and Sciences 214 Personen zu ihren Mitgliedern.

## Neugewählte Mitglieder
- Susan L. Ackerman (* 1960)
- Zeid Ra'ad Al Hussein (* 1964)
- Elizabeth Alexander (* 1962)
- Haifa Jamal Al-Lail (* 1960)
- Anita LaFrance Allen (* 1953)
- Fred W. Allendorf (* 1947)
- Valerie A. Amos (* 1954)
- Kristi S. Anseth (* 1968)
- Dimitri A. Antoniadis (* 1947)
- Natsuki Aruga (* 1944)
- Alan Ashworth (* 1960)
- Patricia L. Barber (* 1955)
- Rachel E. Barkow (* 1971)
- Natalie M. Batalha (* 1966)
- Edward Baugh (* 1936)
- Emily Bazelon (* 1971)
- Marlene Behrmann (* 1959)
- Francine D. Berman (* 1951)
- René Bernards (* 1953)
- Nora Berrah (* 1955)
- Donald M. Berwick (* 1946)
- Francisco Bezanilla (* 1944)
- Sebastian Bonhoeffer (* 1965)
- Samuel S. Bowles (* 1939)
- Mark Bradford (* 1961)
- Derek E. G. Briggs (* 1950)
- Jane E. Buikstra (* 1945)
- Alison Butler (* 1954)
- Judith Butler (* 1956)
- José I. Cabezón (* 1956)
- Candis Callison (* 1971)
- Clare Cavanagh (* 1958)
- Stephen J. Ceci (* 1950)
- Anantha P. Chandrakasan (* 1968)
- Joyce E. Chaplin (* 1960)
- Xiaohong Chen (* 1965)
- Yifan Cheng (* 1962)
- Eugene Chiang (* 1973)
- Melanie H. Cobb (* 1949)
- Katherine J. Cramer (* 1972)
- Jennifer Crocker (* 1954)
- Aliko Dangote (* 1957)
- Mitchell E. Daniels, Jr. (* 1949)
- Donald J. Darensbourg (* 1942)
- Robert B. Darnell (* 1957)
- Nancy E. Davidson (* 1954)
- Sean M. Decatur (* 1969)
- Gabrielle Demange (* 1958)
- Souleymane Bachir Diagne (* 1955)
- Leah Dickerman (* 1964)
- Ivan Đikić (* 1966)
- Richard M. Durbin (* 1960)
- Enrique D. Dussel (1934–2023)
- Kathryn Edin (* 1962)
- Harry J. Elam, Jr. (* 1956)
- Debra M. Elmegreen (* 1952)
- Adam F. Falk (* 1965)
- James M. Fallows (* 1949)
- Guoping Feng (* 1960)
- Jonathan E. Franzen (* 1959)
- Nancy Fraser (* 1947)
- Jody Freeman (* 1964)
- Bojie Fu (* 1958)
- Ann M. Fudge (* 1951)
- Gerald Gabrielse (* 1951)
- Denise A. Galloway (* 1953)
- Huajian Gao (* 1963)
- Merrick B. Garland (* 1952)
- Patrick J. Geary (* 1948)
- Benjamin Geiger (* 1947)
- Michele J. Gelfand (* 1967)
- Jeff Gelles (* 1957)
- Clark Glymour (* 1942)
- Susan R. Goldman (* 1948)
- Judith L. Goldstein (* 1953)
- Rachel Green (* 1964)
- John P. Grotzinger (* 1957)
- Jean-Marie Guéhenno (* 1949)
- Jonathan Haidt (* 1963)
- Peter A. Hall (* 1950)
- Jo Handelsman (* 1959)
- Kathleen M. Harris (* 1950)
- Michael H. Harris (* 1954)
- Molly Haskell (* 1939)
- Jane Hirshfield (* 1953)
- Jonathan S. Holloway (* 1967)
- Keith J. Holyoak (* 1950)
- Susan S. Hubbard (* 1963)
- Sherrilyn Ifill (* 1962)
- Holly A. Ingraham (* 1952)
- Nobutaka Inoue (* 1948)
- Brad Inwood (* 1953)
- Margaret D. Jacobs (* 1963)
- Thomas P. Jenuwein (* 1956)
- Yishi Jin (* 1962)
- Mark H. Johnson (* 1955)
- Charles I. Jones (* 1967)
- Kellie Jones (* 1959)
- Robert J. Jones (* 1951)
- Mark D. Jordan (* 1951)
- Barbara B. Kahn (* 1950)
- David R. Karger (* 1967)
- Nadira D. Karunaweera (* 1962)
- Brian W. Kernighan (* 1942)
- Ronald C. Kessler (* 1947)
- Declan Kiberd (* 1951)
- Kenneth W. Kinzler (* 1962)
- David L. Kirp (* 1944)
- Daniel J. Klionsky (* 1958)
- Christopher W. Kuzawa (* 1971)
- Eliana La Ferrara (* 1968)
- Richard W. Lariviere (* 1950)
- Cato T. Laurencin (* 1959)
- Asunción Lavrin (* 1935)
- Louise A. Lawler (* 1947), Inactive Fellow[1]
- Eusebio Leal Spengler (1942–2020)
- Frances E. Lee (* 1970)
- Judith M. Lieu (* 1951)
- Jennifer Lippincott-Schwartz (* 1953)
- Goodwin H. Liu (* 1970)
- Patty Loew (* 1952)
- Jeffrey R. Long (* 1969)
- Edna Longley (* 1940)
- Kam-Biu Luk (* 1953)
- Ellen Lupton (* 1963)
- Mikhail Lyubich (* 1959)
- Jodi Magness (* 1956)
- Kishore Mahbubani (* 1948)
- Brenda Major (* 1952)
- James Manyika (* 1965)
- Donald Margulies (* 1954)
- Carlos Marichal (* 1948)
- Michel Martin (* 1958)
- Kathleen McKeown (* 1954)
- Sara McLanahan (1940–2021)
- Tracey L. Meares (* 1967)
- Konstantinos E. D. Meghir (* 1959)
- Bert W. Meijer (* 1955)
- Axel Meyer (* 1960)
- Danesh Moazed (* 1961)
- Edward B. Montgomery (* 1955)
- Melissa Moore (* 1962)
- Catherine J. Murphy (* 1964)
- N. R. Narayana Murthy (* 1946)
- Emi Nakamura (* 1980)
- Jacques Neefs (* 1945)
- Maggie Nelson (* 1973)
- Nandan Nilekani (* 1955)
- Suzanne M. Nora Johnson (* 1957)
- Michelle L. R. Obama (* 1964)
- Carol J. Oja (* 1954)
- Ngozi Okonjo-Iweala (* 1954)
- Jane T. Olson (* 1942)
- Richard S. Ostfeld (* 1957)
- Joseph W. Palca (* 1953)
- Timothy N. Palmer (* 1952)
- Mercedes Pascual (* 1960)
- Deval L. Patrick (* 1956)
- Roy D. Pea (* 1952)
- Nathaniel Persily (* 1970)
- Dianne M. Pinderhughes (* 1947)
- Mary Louise Pratt (* 1948)
- Daniel J. Rader (* 1959)
- Mark D. Rausher (* 1951)
- Charles H. Robbins (* 1965)
- Bryan L. Roth (* 1954)
- William T. Rowe (* 1947)
- James E. Ryan (* 1966)
- Subir Sachdev (* 1961)
- Daniel P. Schrag (* 1966)
- Kristin Scott (* 1967)
- Rachel A. Segalman (* 1975)
- Sylvia Serfaty (* 1975)
- Chris Shannon (* 1966)
- Tommie Shelby (* 1967)
- Michael J. Shelley (* 1959)
- Richard Shine (* 1950)
- Mona Siddiqui (* 1963)
- Eero P. Simoncelli (* 1962)
- Marietta Simpson (* 1959)
- Anna Deavere Smith (* 1950)
- David F. Smuts (* 1955)
- Valeria Souza Saldívar (* 1958)
- Margaret Beale Spencer (* 1948)
- Fiona J. Stanley (* 1946)
- Claire E. Sterk (* 1957)
- Patricia A. Thiel (1953–2020)
- Lonnie G. Thompson (* 1948)
- Claire J. Tomlin (* 1969)
- Joe William Trotter, Jr. (* 1945)
- Paul E. Turner (* 1966)
- Bernard J. Tyson (* 1959)
- David H. Vanderbilt (* 1954)
- András Vasy (* 1969)
- Gordana Vunjak-Novakovic (* 1948)
- Kenneth W. Warren (* 1957)
- Detlef Weigel (* 1961)
- Adam D. Weinberg (* 1954)
- Judith Weisenfeld (* 1965)
- Steven I. Wilkinson (* 1966)
- John T. Wixted (* 1958)
- Cynthia Wolberger (* 1957)
- Jeremy M. Wolfe (* 1958)
- Walt Wolfram (* 1941)
- Hansjörg Wyss (* 1935)
- Nobuyuki Yoshida (* 1947)
- Hirokazu Yoshikawa (* 1965)
- Clare C. Yu (* 1957)
- Jin-Quan Yu (* 1966)
- Daniel Zajfman (* 1959)
- Virginia A. Zakian (* 1948)
- Kelly R. Zamudio (* 1966)
- Ofer Zeitouni (* 1960)
- Ya-Qin Zhang (* 1966)